# Fisher Stevens
Fisher Stevens (født 27. november 1963) er en amerikansk skuespiller. Han er muligvis bedst kendt for sin medvirken i Early Edition, Hackers, Short Circuit og Short Circuit 2. Han har også medvirket i flere tv-serier, herunder Frasier, Venner, Law & Order og Lost.
- Wikimedia Commons har flere filer relateret til Fisher Stevens
- Fisher Stevens på Internet Movie Database (engelsk)
- Fisher Stevens på Filmdatabasen
- Fisher Stevens på Scope
- Fisher Stevens på Svensk Filmdatabas (svensk)
- Fisher Stevens på AlloCiné (fransk)
- Fisher Stevens på AllMovie (engelsk)
- Fisher Stevens på Turner Classic Movies (engelsk)
- Fisher Stevens på Rotten Tomatoes (engelsk)
- Fisher Stevens på TV Guide (engelsk)
- Fisher Stevens på The Movie Database (engelsk)